# Carmichaelia
Carmichaelia ist eine Pflanzengattung in der Unterfamilie der Schmetterlingsblütler (Faboideae). Diese Gattung besteht aus Sträuchern, die im Wuchs an den europäischen Ginster erinnern. Allerdings kommt sie, bis auf eine Art, nur auf Neuseeland vor, und ihre Blüten sind meist rötlich.

## Beschreibung

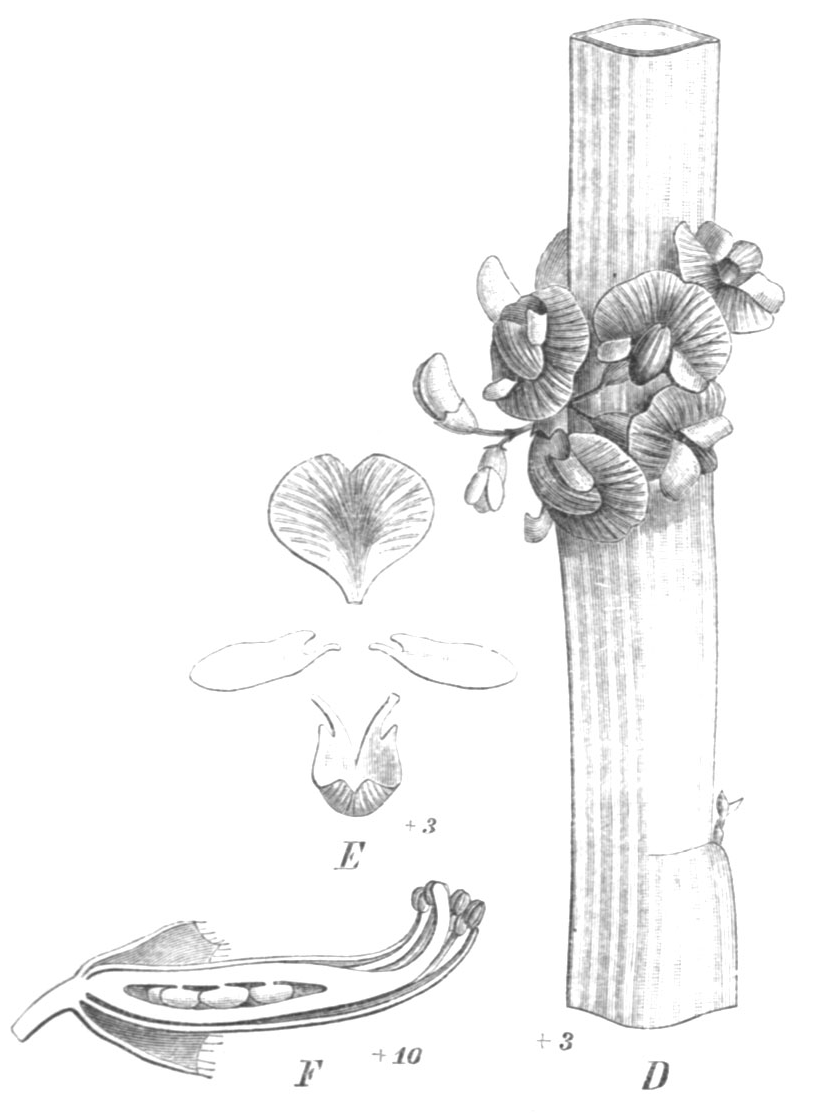
Carmichaelia australis, Illustration aus Engelmann (ed.): Natürliche Pflanzenfamilien

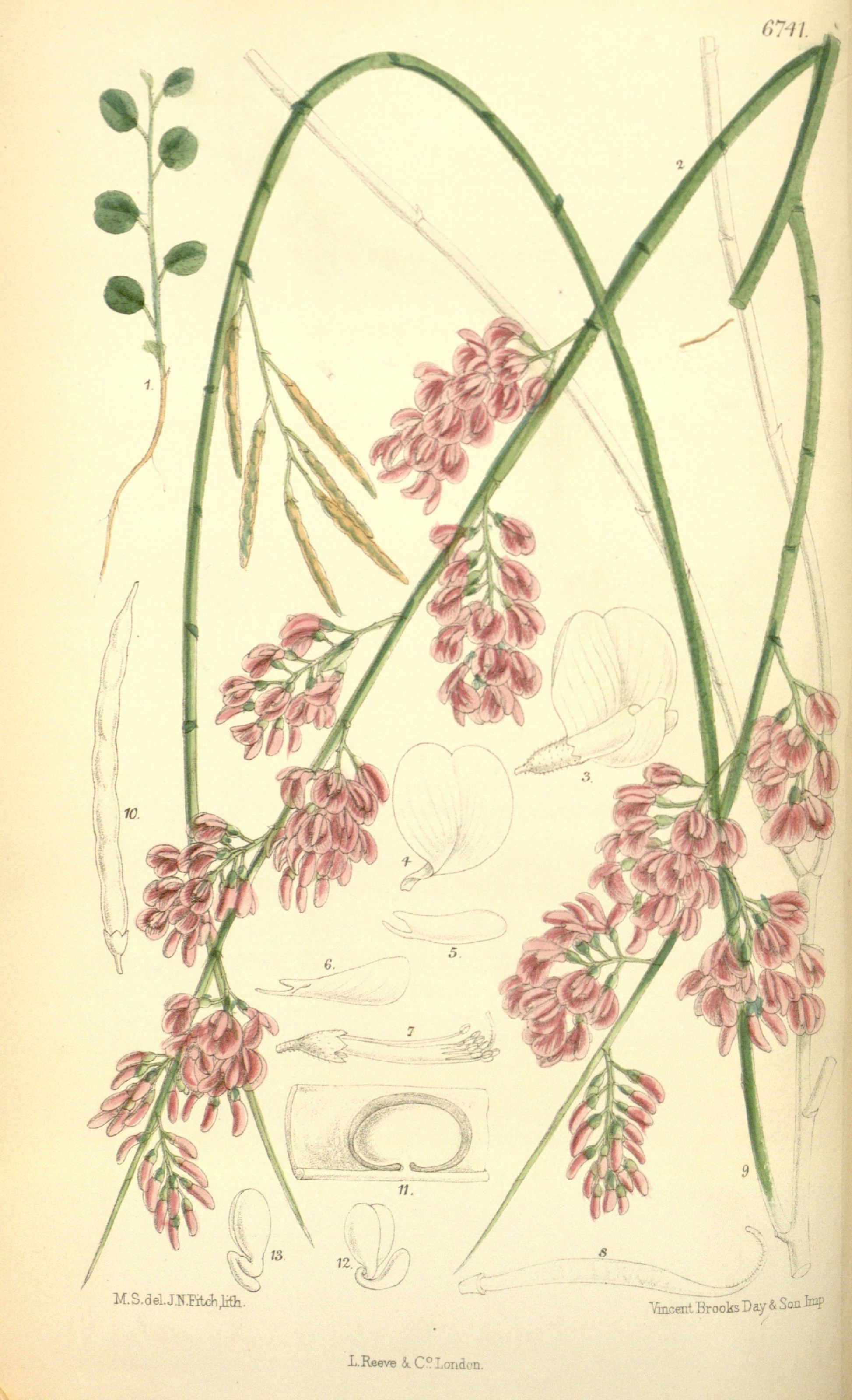
Illustration von Carmichaelia carmichaeliae

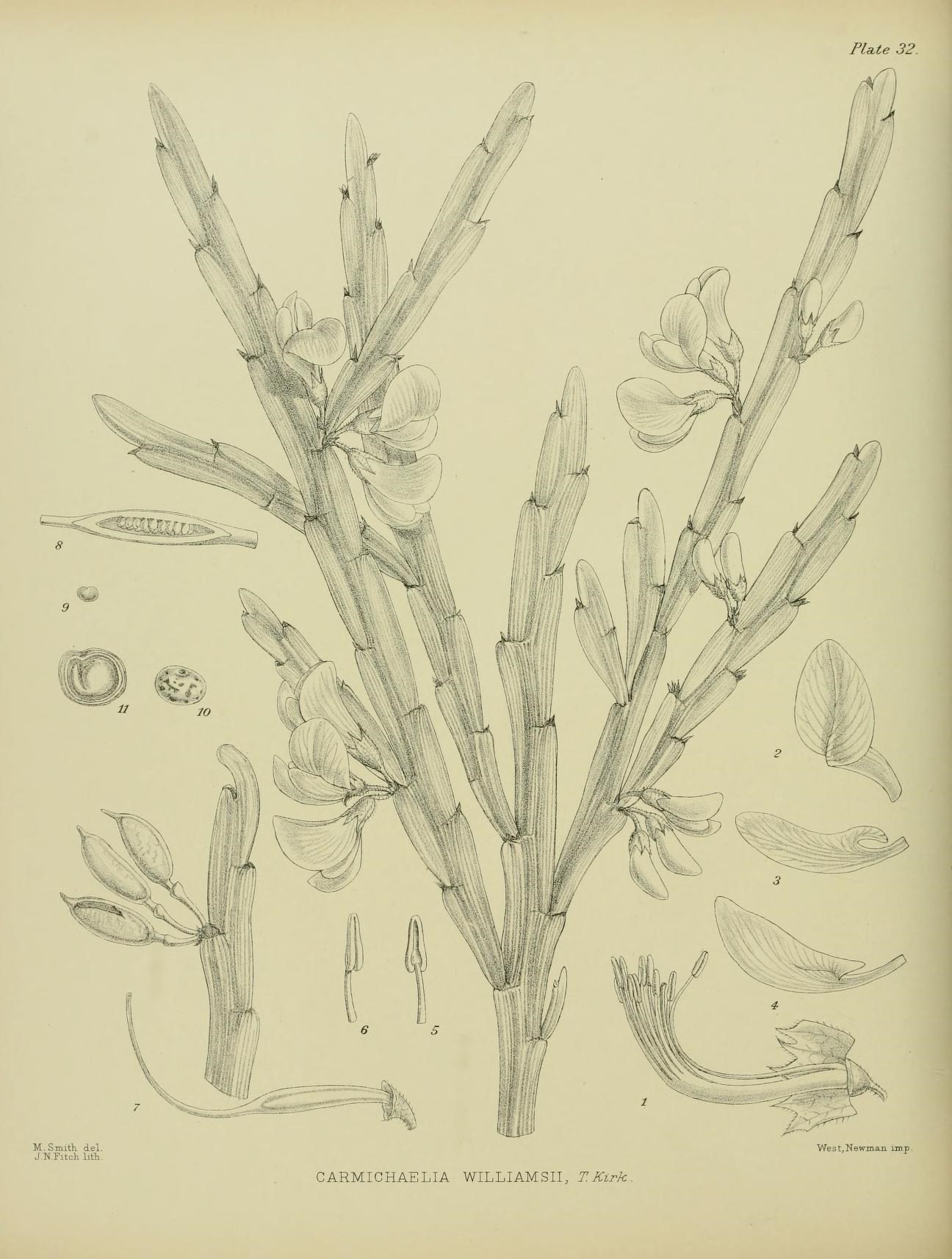
Illustration von Carmichaelia williamsii

### Vegetative Merkmale
Bei Carmichaelia-Arten handelt es sich um Sträucher, kleine Bäume oder Halbsträucher, seltener auch um verholzende Kletterpflanzen (Lianen). Sie erreichen je nach Art Wuchshöhen zwischen einigen Zentimetern und einigen Metern.
Die Blätter sind bei den meisten Arten reduziert und nur noch als kleine Schuppen ausgebildet. Statt der Blätter übernehmen die Stängel die Photosynthese. Diese sind binsenartig rund oder blattähnlich abgeflacht als Phyllokladien ausgebildet.

### Generative Merkmale
Die Blüten stehen in einfachen oder verzweigten traubigen Blütenständen zusammen, bei manchen Arten auch einzeln.
Die zwittrigen Blüten sind zygomorph und fünfzählig mit doppelter Blütenhülle. Die fünf Kelchblätter sind glockenförmig verwachsen. Die Krone ist weißlich bis rosa-, purpurfarben oder violett, nur selten gelb. Der Griffel bleibt nach der Anthese als Schnabel auf der Hülsenfrucht stehen.
Die Hülsenfrüchte enthalten ein bis zwölf Samen.

## Vorkommen
Die Arten der Gattung Carmichaelia kommen ausschließlich auf Neuseeland vor. Eine einzige Art (Carmichaelia exsul) stammt von der Lord-Howe-Insel, die zu Australien gehört. Viele Arten sind auf sehr kleine Areale beschränkt, sind also Endemiten.
Es werden recht unterschiedliche Standorte besiedelt. Die meisten Arten kommen jedoch hauptsächlich auf schlechten, oft steinigen Böden mit wenig Bewuchs vor.

## Systematik
Die Gattung Carmichaelia wurde 1825 durch Robert Brown in Botanical Register; Consisting of Coloured Figures of Exotic Plants Cultivated in British Gardens; accompanied by their History, best Method of Treatment in Cultivation, Propagation. London, 11, Tafel 912 aufgestellt. Der Gattungsname Carmichaelia ehrt den schottischen Militärarzt und Botaniker Dugald Carmichael (1772-1827), der ein enger Freund von Sir William Hooker war.
Sowohl die Abgrenzungen zwischen den einzelnen Arten als auch die Abgrenzung zu nahe verwandten Gattungen ist sehr schwierig und wurde sehr unterschiedlich gehandhabt. Wiederholte Revisionen der Gattung durch Peter Brian Heenan zeigten, dass die früher verwendeten Gattungen Chordospartium, Corallospartium, Notospartium und Huttonella in die Gattung Carmichaelia eingegliedert werden müssen, so dass es innerhalb der Tribus außer Carmichaelia je nach Auffassung nur noch die Gattung Streblorrhiza oder die Gattung Montigena gibt.

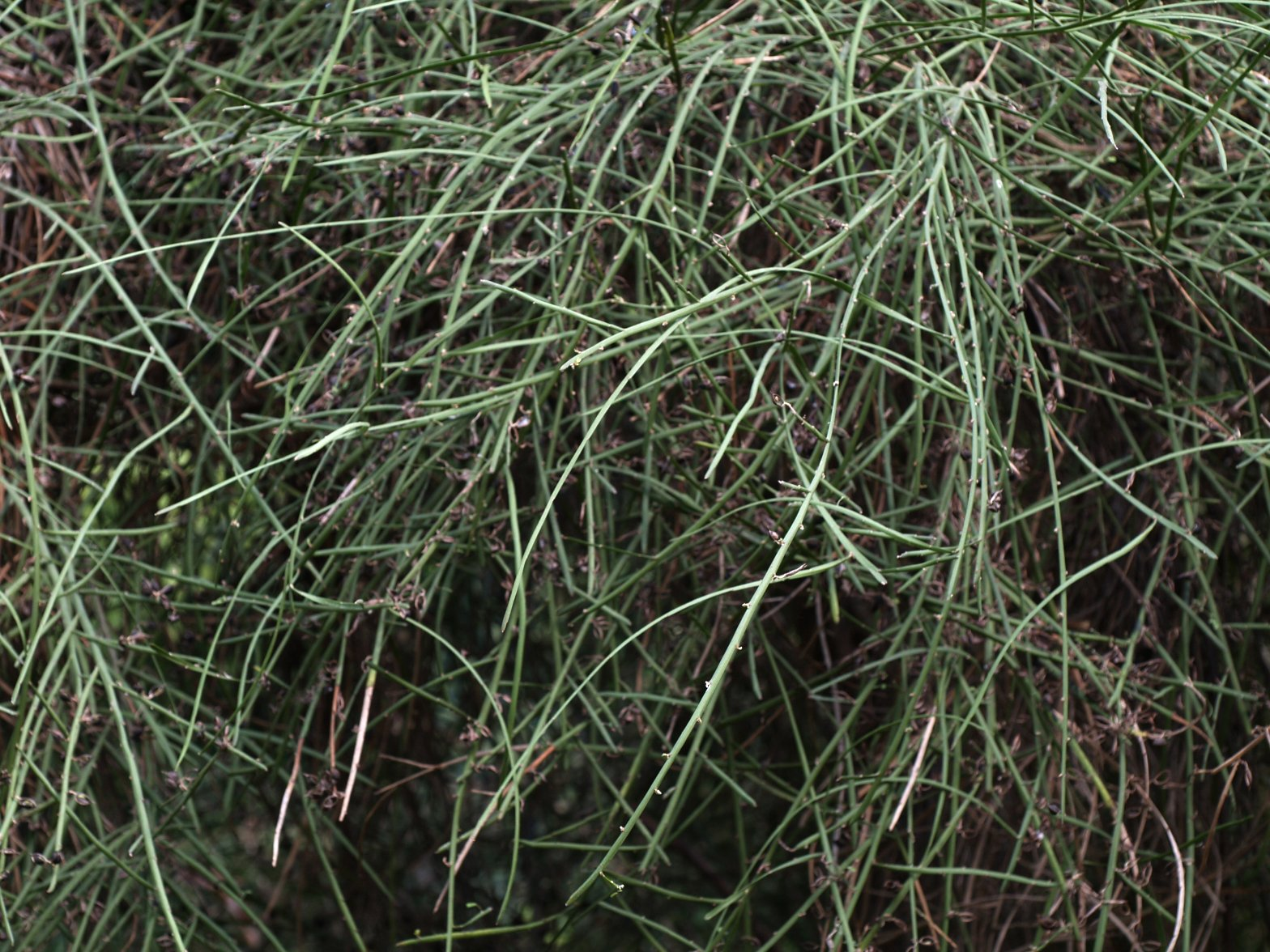
Carmichaelia arborea

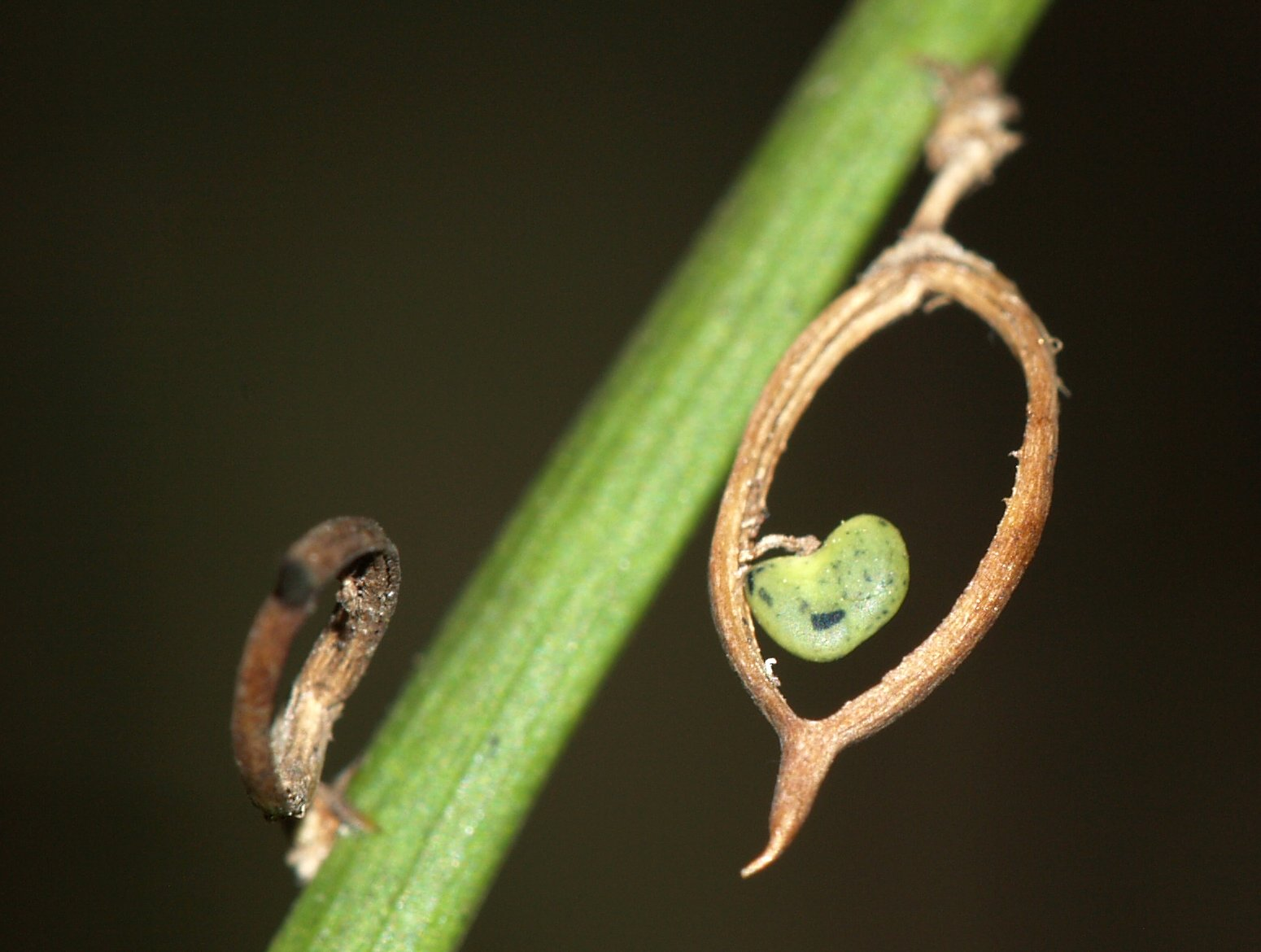
Carmichaelia arborea, Hülsenfrucht mit Samen

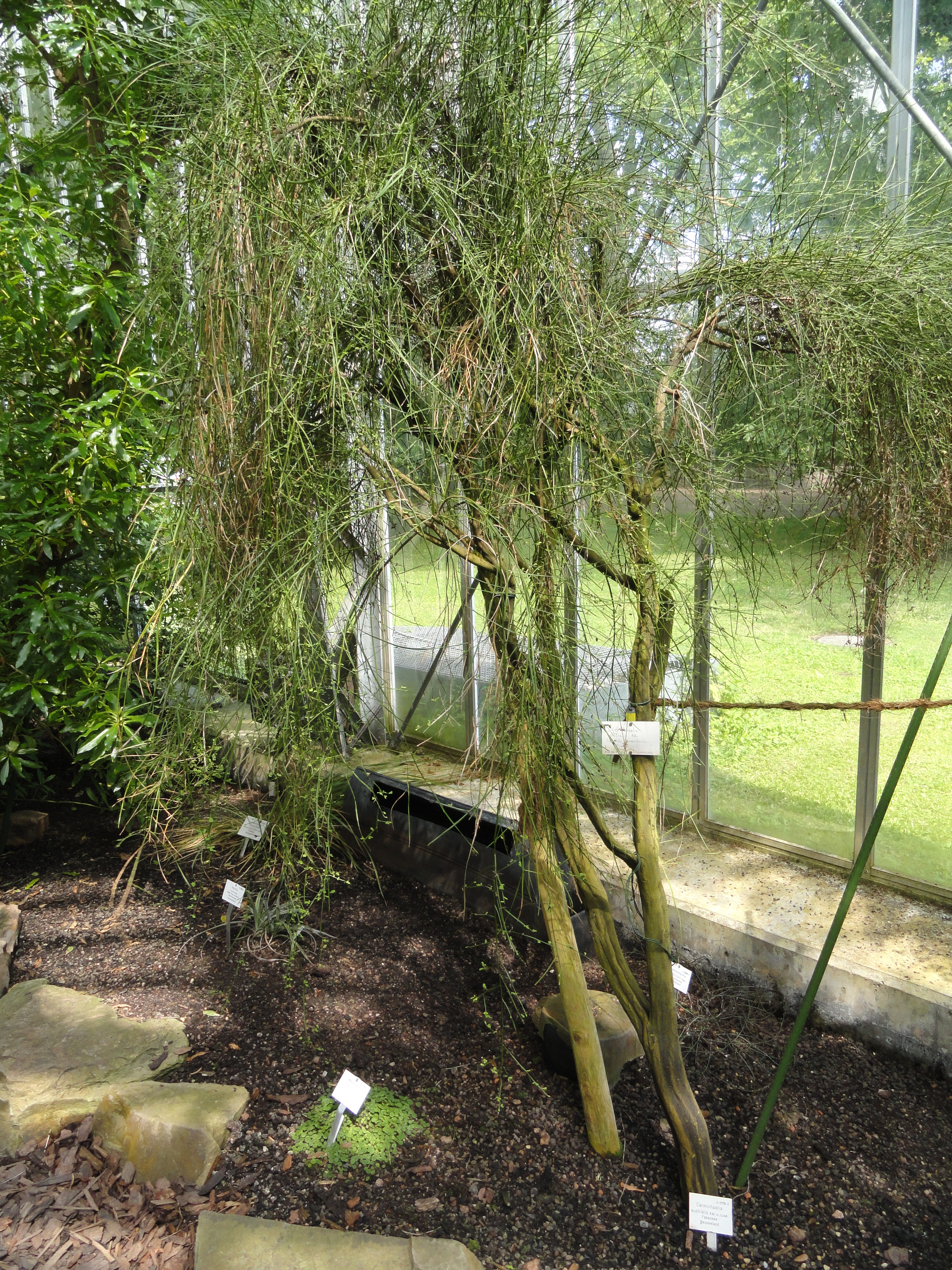
Carmichaelia australis

Je nach Auffassung werden etwa 20 bis 30 Arten unterschieden. Allerdings gibt es eine beträchtliche Anzahl von Synonymen, weshalb Artenlisten oft wenig Ähnlichkeit miteinander haben. Die folgende Liste der Arten richtet sich nach der Flora of New Zealand:
- Carmichaelia appressa G.Simpson[1]
- Carmichaelia arborea (G.Forst.) Druce (Syn.: Carmichaelia grandiflora (Hook. f.) Hook. f., Carmichaelia grandiflora var. alba Kirk, Carmichaelia grandiflora var. dumosa Kirk)
- Carmichaelia astonii G.Simpson[1]
- Carmichaelia australis R.Br. (Syn.: Carmichaelia australis var. alata Kirk, Carmichaelia australis var. egmontiana Cockayne & Allan, Carmichaelia australis var. strictissima Kirk, Carmichaelia acuminata Kirk, Carmichaelia aligera G.Simpson, Carmichaelia arenaria G.Simpson, Carmichaelia corymbosa Colenso, Carmichaelia cunninghamii Raoul, Carmichaelia egmontiana (Cockayne & Allan) G.Simpson, Carmichaelia flagelliformis Benth., Carmichaelia flagelliformis var. acuminata (Kirk) Cheeseman, Carmichaelia flagelliformis var. corymbosa (Colenso) Kirk, Carmichaelia flagelliformis var. hookerii (Kirk) Cheeseman, Carmichaelia hookeri Kirk, Carmichaelia micrantha Colenso, Carmichaelia multicaulis Colenso, Carmichaelia ovata G.Simpson, Carmichaelia paludosa Cockayne, Carmichaelia petriei var. robusta (Kirk) Cheeseman, Carmichaelia rivulata G.Simpson, Carmichaelia robusta Kirk, Carmichaelia silvatica G.Simpson, Carmichaelia solandri G.Simpson, Carmichaelia stricta C.B.Lehm., Carmichaelia subulata Kirk, Carmichaelia violacea Kirk)[1]
- Carmichaelia carmichaeliae (Hook. f.) Heenan[1]
- Carmichaelia compacta Petrie[1]
- Carmichaelia corrugata Colenso[1]
- Carmichaelia crassicaulis Hook. f.: Es gibt zwei Unterarten.[1]
- Carmichaelia curta Petrie (Syn.: Carmichaelia diffusa Petrie, Carmichaelia curta var. glabra G.Simpson)[1]
- Carmichaelia glabrescens (Petrie) Heenan[1]
- Carmichaelia hollowayi G.Simpson[1]
- Carmichaelia juncea Hook. f. (Syn.: Carmichaelia fieldii Cockayne, Carmichaelia floribunda G.Simpson, Carmichaelia lacustris G.Simpson, Carmichaelia nigrans G.Simpson, Carmichaelia nigrans var. tenuis G.Simpson, Carmichaelia prona Kirk)[1]
- Carmichaelia kirkii Hook. f. (Syn.: Carmichaelia gracilis J.B.Armstr., Carmichaelia kirkii var. strigosa G.Simpson)[1]
- Carmichaelia monroi Hook. f.[1]
- Carmichaelia muritai (A.W.Purdie) Heenan[1]
- Carmichaelia nana (Hook. f.) Hook. f. (Syn.: Carmichaelia enysii Kirk, Carmichaelia enysii var. ambigua G.Simpson, Carmichaelia enysii var. orbiculata (Colenso) Kirk, Carmichaelia orbiculata Colenso)[1]
- Carmichaelia odorata Benth. (Syn.: Carmichaelia angustata Kirk, Carmichaelia angustata var. pubescens G.Simpson, Carmichaelia divaricata (Kirk) Cockayne, Carmichaelia glabrata G.Simpson, Carmichaelia grandiflora var. divaricata Kirk, Carmichaelia odorata var. pilosa (Benth.) Kirk, Carmichaelia pilosa Benth.)[1]
- Carmichaelia petriei Kirk (Syn.: Carmichaelia ramosa G.Simpson. Carmichaelia virgata Kirk, Carmichaelia petriei var. minor G.Simpson)[1]
- Carmichaelia stevensonii (Cheeseman) Heenan[1]
- Carmichaelia torulosa (Kirk) Heenan[1]
- Carmichaelia uniflora Kirk (Syn.: Carmichaelia uniflora Buchanan, Carmichaelia suteri Colenso, Carmichaelia uniflora var. suteri (Colenso) G.Simpson)[1]
- Carmichaelia vexillata Heenan [1]
- Carmichaelia williamsii Kirk[1]

Dazu kommt noch:
- Carmichaelia exsul F.Muell.: Sie ist ein Endemit der zu New South Wales gehörenden Lord-Howe-Insel.[4]